# Giro d’Italia 1970

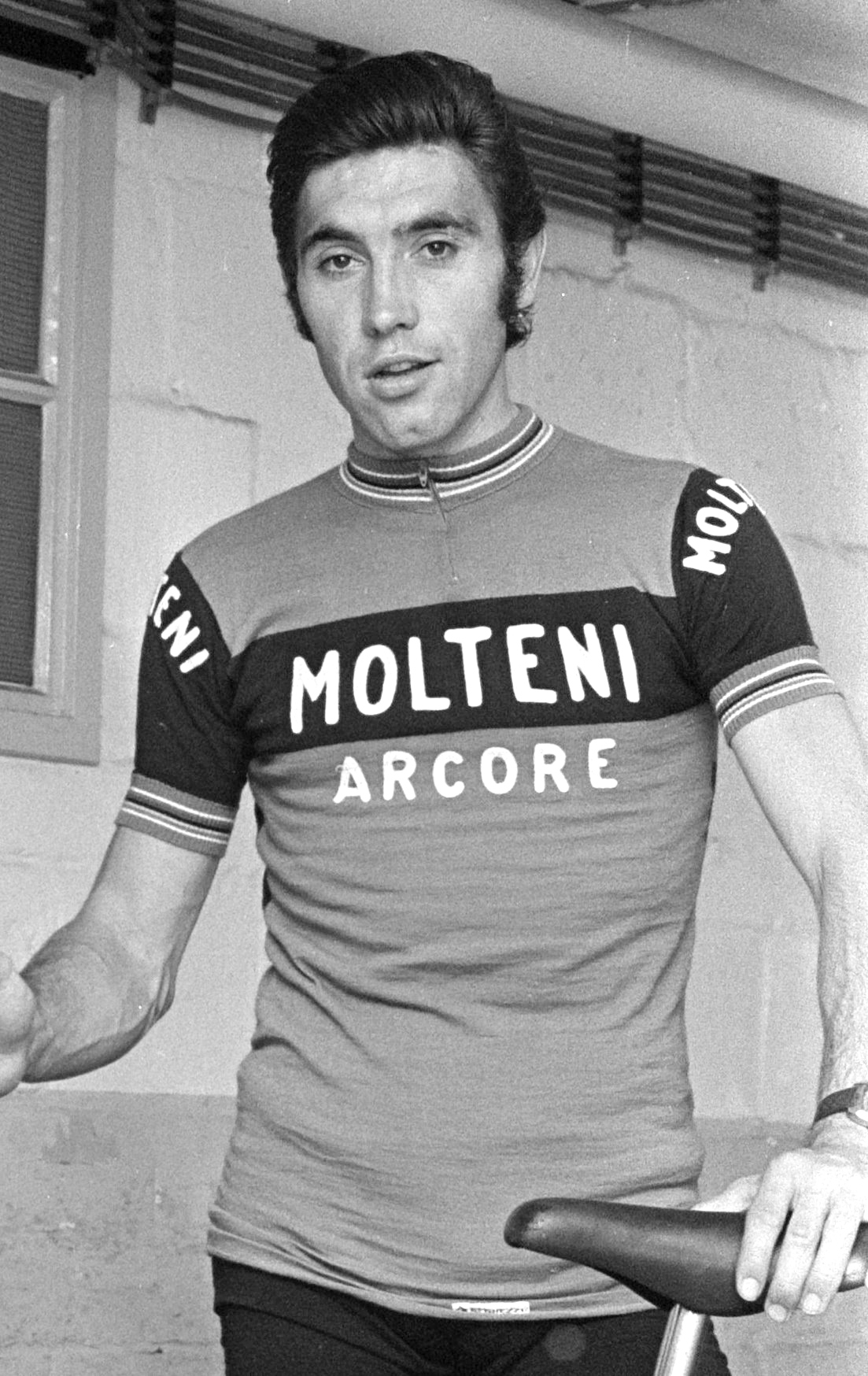
Der Sieger der 53. Giro d’Italia, der Belgier Eddy Merckx.

Der 53. Giro d’Italia wurde in 20 Abschnitten und 3293 Kilometern vom 18. Mai bis zum 7. Juni 1970 ausgetragen und vom Belgier Eddy Merckx gewonnen. Von den 130 gestarteten Radfahrern erreichten 97 das Ziel in Bozen.

## Verlauf
| Etappe | von                  | nach                | km       | Gewinner          | Maglia rosa    |
| ------ | -------------------- | ------------------- | -------- | ----------------- | -------------- |
| 1      | San Pellegrino Terme | Biandronno          | 115      | Franco Bitossi    | Franco Bitossi |
| 2      | Comerio              | Saint-Vincent       | 164      | Eddy Merckx       | Franco Bitossi |
| 3      | Saint-Vincent        | Aosta               | 162      | Franco Bitossi    | Franco Bitossi |
| 4      | Saint-Vincent        | Lodi                | 205      | Marino Basso      | Franco Bitossi |
| 5      | Lodi                 | Zingonia            | 155      | Patrick Sercu     | Franco Bitossi |
| 6      | Zingonia             | Malcesine           | 212      | Enrico Paolini    | Franco Bitossi |
| 7      | Malcesine            | Brentonico          | 130      | Eddy Merckx       | Eddy Merckx    |
| 8      | Rovereto             | Bassano del Grappa  | 130      | Walter Godefroot  | Eddy Merckx    |
| 9      | Bassano del Grappa   | Treviso             | 56 (EZF) | Eddy Merckx       | Eddy Merckx    |
| 10     | Terracina            | Rivisondoli         | 172      | Italo Zilioli     | Eddy Merckx    |
| 11     | Rivisondoli          | Francavilla al Mare | 180      | Michele Dancelli  | Eddy Merckx    |
| 12     | Francavilla al Mare  | Loreto              | 175      | Miguel María Lasa | Eddy Merckx    |
| 13     | Loreto               | Faenza              | 188      | Michele Dancelli  | Eddy Merckx    |
| 14     | Faenza               | Casciana Terme      | 218      | Michele Dancelli  | Eddy Merckx    |
| 15     | Casciana Terme       | Mirandola           | 215      | Marino Basso      | Eddy Merckx    |
| 16     | Mirandola            | Lido di Jesolo      | 195      | Dino Zandegù      | Eddy Merckx    |
| 17     | Lido di Jesolo       | Arta Terme          | 165      | Franco Bitossi    | Eddy Merckx    |
| 18     | Arta Terme           | Marmolata           | 180      | Michele Dancelli  | Eddy Merckx    |
| 19     | Rocca Pietore        | Toblach             | 120      | Franco Bitossi    | Eddy Merckx    |
| 20     | Toblach              | Bozen               | 155      | Luciano Armani    | Eddy Merckx    |

## Endstände
| Sieger        | Eddy Merckx            | 90:08:47 h  |
| Zweiter       | Felice Gimondi         | + 3:14 min  |
| Dritter       | Martin Van Den Bossche | + 4:59 min  |
| Vierter       | Michele Dancelli       | + 7:07 min  |
| Fünfter       | Italo Zilioli          | + 8:14 min  |
| Sechster      | Gösta Pettersson       | + 9:20 min  |
| Siebter       | Franco Bitossi         | + 13:10 min |
| Achter        | Miguel María Lasa      | + 19:25 min |
| Neunter       | Ole Ritter             | + 21:17 min |
| Zehnter       | Vittorio Adorni        | + 21:29 min |
| Punktewertung | Franco Bitossi         | 252 P.      |
| Zweiter       | Michele Dancelli       | 241 P.      |
| Zweiter       | Eddy Merckx            | 193 P.      |
| Bergwertung   | Martin Van Den Bossche | 460 P.      |
| Zweiter       | Italo Zilioli          | 420 P.      |
| Dritter       | Luciano Armani         | 300 P.      |
| Teamwertung   | Faemino-Faema          |             |